# Larrousse LH93

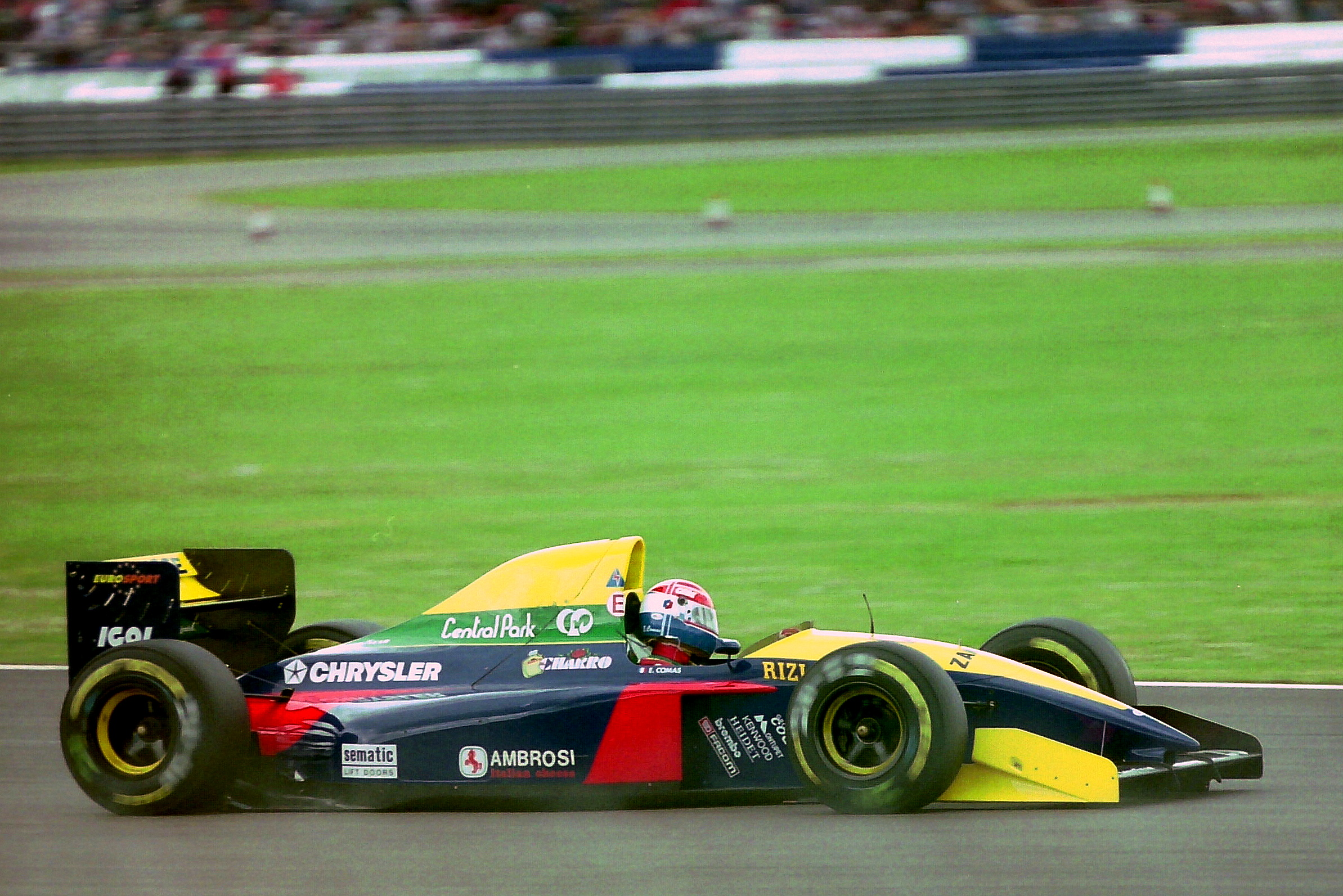
Modelo da Larrousse da temporada de 1993 da Fórmula 1 do circuito de Interlagos. Larrousse LH93.

O LH93 é o modelo da Larrousse da temporada de 1993 da F1.
Condutores: Philippe Alliot, Érik Comas e Toshio Suzuki.

## Resultados[1]
| Ano  | Chassi | Motor                | Pneus | N° | Pilotos         | 1   | 2   | 3   | 4   | 5   | 6   | 7   | 8   | 9   | 10  | 11  | 12  | 13  | 14  | 15  | 16  | Pontos | Posição |  |
| ---- | ------ | -------------------- | ----- | -- | --------------- | --- | --- | --- | --- | --- | --- | --- | --- | --- | --- | --- | --- | --- | --- | --- | --- | ------ | ------- |  |
|      |        |                      |       |    |                 |     |     |     |     |     |     |     |     |     |     |     |     |     |     |     |     |        |         |  |
|      |        |                      |       |    |                 | RSA | BRA | EUR | SMR | ESP | MON | CAN | FRA | GBR | GER | HUN | BEL | ITA | POR | JPN | AUS |        |         |  |
| 1993 | LH93   | Lamborghini 3512 V12 | G     | 19 | Philippe Alliot | Ret | 7   | Ret | 5   | Ret | 12  | Ret | 9   | 11  | 12  | 8   | 12  | 9   | 10  |     |     | 3      | 10º     |  |
| 1993 | LH93   | Lamborghini 3512 V12 | G     | 19 | Toshio Suzuki   |     |     |     |     |     |     |     |     |     |     |     |     |     |     | 12  | 14  | 3      | 10º     |  |
| 1993 | LH93   | Lamborghini 3512 V12 | G     | 20 | Erik Comas      | Ret | 10  | 9   | Ret | 9   | Ret | 8   | 16† | Ret | Ret | Ret | Ret | 6   | 11  | Ret | 12  | 3      | 10º     |  |

† Completou mais de 90% da distância da corrida.